# Sessea suaveolens
Sessea suaveolens är en potatisväxtart som först beskrevs av Henry Hurd Rusby, och fick sitt nu gällande namn av Francey. Sessea suaveolens ingår i släktet Sessea och familjen potatisväxter. Inga underarter finns listade i Catalogue of Life.